# NGC 5466
NGC 5466 és un cúmul globular de classe XII en la constel·lació del Bover, localitzat a 51900 anys llum de la Terra i a 52800 del centre galàctic. Va ser descobert per William Herschel el 17 de maig de 1784. Aquesta classe de cúmuls estel·lars contenen una branca horitzontal d'estels, major que en altres cúmuls globulars. Es diu que en aquest cúmul globular hi ha un corrent estel·lar, aquesta característica es va descobrir el 2006.

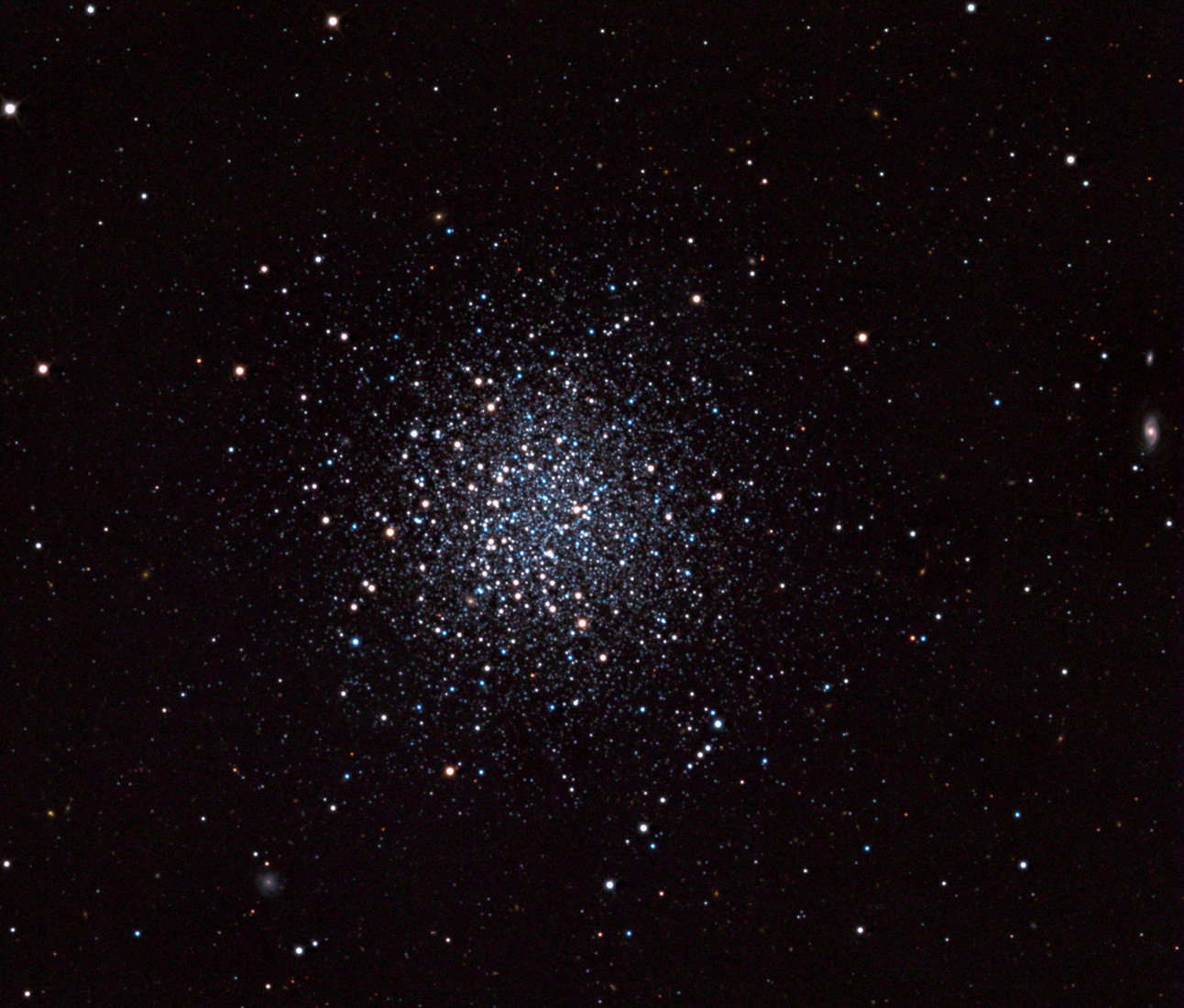
Imatge del cúmul amb un telescopi de 32 polzades